# Metadynomene crosnieri
Metadynomene crosnieri is een krabbensoort uit de familie van de Dynomenidae. De wetenschappelijke naam van de soort is voor het eerst geldig gepubliceerd in 1999 door McLay.